# Glutatione
Il glutatione o GSH è un tripeptide con proprietà antiossidanti, costituito da cisteina e glicina, legate da un normale legame peptidico, e glutammato, che invece è legato alla cisteina con un legame isopeptidico tra il gruppo carbossilico della catena laterale del glutammato e il gruppo amminico della cisteina.

## Glutatione nella fisiologia umana
Il glutatione è un forte antiossidante, sicuramente uno dei più importanti tra quelli che l'organismo è in grado di produrre. Rilevante è la sua azione sia contro i radicali liberi o molecole come perossido di idrogeno, nitriti, nitrati, benzoati e altre. Svolge un'importante azione nel globulo rosso, proteggendo tali cellule da pericoli ossidativi che causerebbero l'emolisi. Elemento importante per il suo funzionamento è il NADPH. Tale molecola è un derivato della vitamina PP (acido nicotinico) e funziona da cofattore ossido-riduttivo dell'enzima glutatione reduttasi (o GSR). L'enzima rigenera il glutatione ridotto (GSH) a partire da glutatione ossidato (o GSSG) attraverso gli elettroni ceduti dal NADPH al GSSG.
Nei soggetti favici l'assenza dell'enzima glucosio-6-fosfato deidrogenasi (G6PD) porta a una minore produzione di NADPH; le fave contengono sostanze ossidanti che portano in queste persone all'emolisi, in quanto il glutatione non possiede abbastanza potere riducente da poter contrastare il danno ossidativo di tali sostanze. Inoltre svolge un'azione benefica contro l'invecchiamento cellulare.
NB 1. Il soggetto favico presenta un'alterazione dell'enzima G6PDH, non una completa assenza dell'enzima; in condizioni normali senza stress o assunzione di prodotti a base di Vicia faba, l'individuo sta bene e conduce una vita normale. Successivamente all'assunzione di fave l'individuo ha una reazione che non è tenuta sotto controllo dal G6PDH poiché poco funzionante rispetto ad un individuo Wild-type. Ciò provoca una minor quantità di NADPH prodotto e si ha l'emolisi dei globuli rossi. 
NB 2. Possedere il difetto dell'enzima G6PDH non determina direttamente il favismo, ma quest'ultimo è una condizione che può essere presente solo nei soggetti affetti da difetti di G6PDH.
In medicina, il GSH viene usato come antidoto diretto e "veloce" nell'avvelenamento da paracetamolo (conosciuto anche come acetaminofene). Questa molecola è un analgesico ed anti-febbrile il cui principale metabolismo avviene a livello del fegato. Quando in eccesso, il paracetamolo ossida il glutatione secondo la reazione:
- paracetamolo + 2GSH = para-acetamido-chinone + GSSG.

La tossicità del paracetamolo si esplica perciò in due meccanismi: con la deplezione del GSH e con l'azione diretta del para-acetamido-chinone che provoca necrosi delle cellule epatiche.
Può anche trovare impiego come tampone nei casi di avvelenamento da metalli pesanti (come mercurio, cadmio, piombo, ecc.), dato che sposta gli ioni tossici formando dei solfuri (coniugati) più facilmente eliminabili dall'organismo.

## Biodisponibilità
Il glutatione è solo in piccola misura  biodisponibile per l'uomo; la sua introduzione nell'organismo utilizzando fonti esterne è, infatti, scarsamente efficace per incrementarne la sua concentrazione plasmatica e/o intracellulare. Alla base della sua scarsa biodisponibilità sono la natura del glutatione che, essendo un peptide,  è substrato delle peptidasi e proteasi del canale alimentare, e l'assenza di un carrier specifico del glutatione a livello della membrana cellulare..
Secondo studi preliminari la somministrazione per os di Glutatione sotto forma forma liposomiale avrebbe maggior biodisponibilità e maggior assorbimento gastrointestinale.FONTE:https://www.ncbi.nlm.nih.gov/pmc/articles/PMC6389332/pdf/nihms-1008081.pdf

## Sintesi
Il glutatione viene sintetizzato a partire da glutammato e cisteina, uniti da un legame peptidico atipico dall'enzima Glutammato-Cisteina Ligasi (consuma 1 ATP -> ADP + Pi) per formare il γ Glutammilcisteina. Da qui poi l'enzima Glutatione Sintetasi (consuma 1 ATP -> ADP + Pi) lega una glicina al precedente composto formando così il Glutatione.